# 習志野市立大久保小学校
習志野市立大久保小学校（ならしのしりつ おおくぼしょうがっこう）は、千葉県習志野市藤崎六丁目にある公立小学校。吹奏楽部は全国大会に出場するほどの全国レベルとなっている。

## 沿革
- 1944年3月 - 津田沼国民学校から津田沼町立大久保国民学校として独立
- 1947年4月 - 津田沼町立大久保小学校と改称
- 1954年8月 - 習志野市立大久保小学校と改称
- 2024年9月 - 旧校舎が解体され、既存グラウンドの位置に新校舎が完成。[1]
- 2024年10月 - 津田沼国民学校時代から数え150周年の記念事業として、式典が行われる。[1]

## 交通
- 京成本線京成大久保駅下車、徒歩13分
- JR総武線津田沼駅から、京成バス「津01」、「津02」、「津03」各系統で「ネイシア津田沼」で下車、徒歩2分